# 2567 Elba
2567 Elba este un asteroid din centura principală, descoperit pe 19 mai 1979, de Oscar Pizarro și Guido Pizarro.